# Vlag van Memphis

Vlag van Memphis

De vlag van Memphis is de officiële vlag van de stad Memphis (Tennessee). De vlag werd ontworpen door Albert Mallory III, toen een student aan de Memphis Academy of Arts, en werd formeel aangenomen door het stadsbestuur in juli 1963. De vlag werd in 1967 bijgewerkt tot zijn huidige vorm, toen een nieuw stadszegelontwerp van Alfred Lewis Aydelott werd aangenomen door het stadsbestuur, dat overging op een bestuursvorm van burgemeester en gemeenteraad.

## Ontwerp
De vlag bestaat uit een veld dat in drie delen is verdeeld, in rood, wit en blauw; het stadszegel is afgebeeld in goud met zwarte details en bevindt zich op het kruispunt van de drie kleuren. Het witte gedeelte van de vlag, langs de hijszijde, heeft een schuine rand in de richting van de vluchtzijde die smaller wordt naarmate hij verder naar beneden loopt; de progressie begint bovenaan ongeveer halverwege de lengte van de vlag en loopt naar beneden tot ongeveer een derde van de lengte van de vlag.

## Symboliek
De kleuren in de vlag zijn symbolisch voor de drie staten die in het grootstedelijk gebied Memphis vertegenwoordigd zijn - rood voor Tennessee, wit voor Arkansas en blauw voor de Mississippi - waarbij de schuine rand van het witte gedeelte de hoek van de rivier de Mississippi voorstelt. De vlag is dubbelzijdig volgens de gemeentelijke code, zodat het stadszegel vanaf beide kanten goed zichtbaar is. De zwarte letters en het kunstwerk in de gebruikelijke afbeelding van het stadszegel wijken af van de gemeentelijke verordening van de stad, die voorschrijft dat de details in het wit moeten zijn. Bij een andere variant van de vlag, die te zien was vanaf het moment dat de vlag werd aangenomen tot het jubileum van de stad in 1969, werd de instructie van de verordening voor een schuine rechterkant van het witte gedeelte van de vlag genegeerd.